# Le Claire
Le Claire es una ciudad ubicada en el condado de Scott en el estado estadounidense de Iowa. En el Censo de 2010 tenía una población de 3765 habitantes y una densidad poblacional de 298,68 personas por km².

## Geografía
Le Claire se encuentra ubicada en las coordenadas 41°35′44″N 90°22′37″O / 41.59556, -90.37694. Según la Oficina del Censo de los Estados Unidos, Le Claire tiene una superficie total de 12.61 km², de la cual 12,09 km² corresponden a tierra firme y (4,07 %) 0,51 km² es agua.

## Demografía
Según el censo de 2010, había 3765 personas residiendo en Le Claire. La densidad de población era de 298,68 hab./km². De los 3765 habitantes, Le Claire estaba compuesto por el 96,2 % blancos, el 0,98 % eran afroamericanos, el 0,05 % eran amerindios, el 0,42 % eran asiáticos, el 0,56 % eran de otras razas y el 1,78 % eran de una mezcla de razas. Del total de la población el 3 % eran hispanos o latinos de cualquier raza.

## Personajes destacados nacidos en esta ciudad
- William Frederick "Buffalo Bill" Cody (1846-1917)-Famoso explorador, cazador de bisontes y empresario estadounidense.